# Michael Davidson (Sänger, 1963)

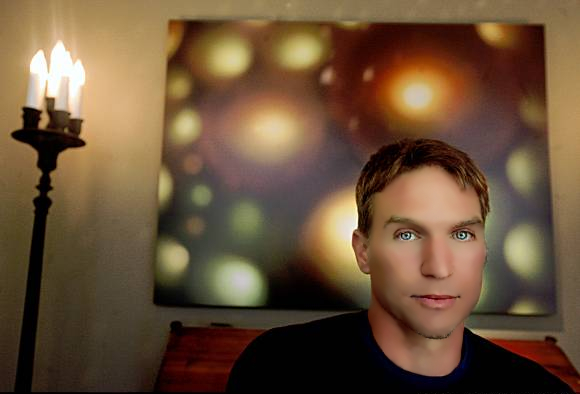
Michael Davidson (2009)

Michael Jay Davidson (* 1963 in New Jersey, USA) ist ein US-amerikanischer Sänger und Songwriter, der bei der Plattenfirma Sire Records unter Vertrag stand.

## Leben
Der vom britischen Produzententrio Stock Aitken Waterman produzierte Song Turn it up aus dem Jahr 1987, der auch auf dem Soundtrack zum Film Who’s That Girl (mit Madonna in der Hauptrolle) zu finden ist, war sein bisher größter Hit in den weltweiten Charts. Turn it up wurde von Davidson selbst und dem französischen Künstler Frédéric Mercier geschrieben. Phil Harding hingegen war fürs Mixen zuständig.
Im Jahr 1989 erschien noch seine zweite Single Warehouse, die jedoch nur niedrige Verkaufszahlen erzielte. Warehouse wurde von Michael Davidson und Mitch Kaplan geschrieben. Der Musikproduzent und DJ Mark Kamins aus New York, dem Madonna u. a. ihren ersten Plattenvertrag bei Sire Records verdankt, hat die 12"-Maxi-Single produziert und gemixt. Nachdem die Single floppte, stieg Davidson aus dem Musikgeschäft aus.
Turn it up wird immer wieder auf verschiedenen Compilations aus den 1980er Jahren veröffentlicht. 2008 erschien der Song als Remix (In Full Cry Mix) neben zahlreichen Filmhits von solchen Stars wie Limahl oder Tina Turner auf dem Filmsampler Movie klub80 (Warner Music Poland). Das Video zu seinem One-Hit-Wonder Turn it up, das eher als eine Low-Budget-Produktion einzustufen ist, existiert in zwei unterschiedlichen Versionen (Radioversion und Extended-Mix) und erfreut sich bis heute einer sehr großen Beliebtheit auf vielen Videoplattformen im Internet.
Davidson war auch als Songwriter tätig und schrieb u. a. den Titel It's A Strange Love für das Erfolgsalbum Every Body Tells A Story von Brigitte Nielsen aus dem Jahr 1987 mit. In der Datenbank von Warner Music Publishing befindet sich noch ein weiterer Songtitel von ihm, und zwar Boys Games, den er mit Bruce Roberts komponiert haben soll.
Seit 2001 lebt Davidson als Fotograf in San Francisco.

## Diskografie
- 1987:

"Turn It Up" – 12" Maxi-Single. Sire, Warner Music: 20671
1. Turn It Up (In Full Cry Mix)
2. Turn It Up (Instrumental)
3. Turn It Up (Dub Mix)
4. Turn It Up (7" Remix)

"Turn It Up" – 12" Maxi-Single. Sire UK, SIRE W8219T
1. Turn It Up (Extended Dance Mix)
2. Turn It Up (In Full Cry Mix)
3. Turn It Up (7" Remix)

- 1989:

"Warehouse", 12" Maxi-Single. Sire, Warner Music: 21288
1. Warehouse (Real Club Mix)
2. Warehouse (Radio Mix)
3. Warehouse (Groove Mix)
4. Warehouse (Instrumental Mix)